# Лауреаты Премии Правительства Российской Федерации в области науки и техники (2010)
Лауреаты Премии Правительства Российской Федерации в области науки и техники 2010 года — перечень награждённых государственной наградой Российской Федерации, присужденной за достижения в науке и технике в 2010 году.
Постановлением Правительства Российской Федерации от 26 августа 2004 года № 439, в частности, было уменьшено число премий и максимально допустимое число лауреатов каждой премии, но значительно увеличена сумма премии. Согласно этому Постановлению, с 2005 года присуждалось не более 40 премий (в том числе 10 премий за работы в сфере обороны и безопасности), каждая в размере 1 миллион рублей. Авторский коллектив каждой работы был ограничен 10 претендентами.
Лауреаты определены Постановлением Правительства от 25 февраля 2011 года № 285-р по предложениям Межведомственного совета по присуждению премий Правительства Российской Федерации в области науки и техники.

## Легенда
Приводятся данные по премированной работе; фамилии лауреатов, их должность и место работы; номер абзаца в Постановлении

## Лауреаты
| номер | Лауреаты | Премированная работа |
| ----- | --- | --- |
| 1.    | Дубу Алексею Владимировичу, доктору технических наук, профессору, генеральному директору открытого акционерного общества "Научно-производственное объединение «Центральный научно-исследовательский институт технологии машиностроения», руководителю работы, Разыграеву Николаю Павловичу, кандидату технических наук, главному научному сотруднику, Скоробогатых Владимиру Николаевичу, кандидату технических наук, заместителю генерального директора — директору Института материаловедения, Фаворскому Олегу Николаевичу, академику, главному научному сотруднику, — работникам того же акционерного общества; Берлявскому Гаррию Павловичу, доктору технических наук, профессору, генеральному директору общества с ограниченной ответственностью Научно-производственное предприятие «Прочность», Канцедалову Виктору Григорьевичу, доктору технических наук, профессору, заместителю генерального директора того же общества; Гриню Евгению Алексеевичу, кандидату технических наук, заведующему отделением открытого акционерного общества «Всероссийский дважды ордена Трудового Красного Знамени Теплотехнический научно-исследовательский институт»; Кантовичу Леониду Ивановичу, доктору технических наук, профессору, заведующему кафедрой государственного образовательного учреждения высшего профессионального образования «Московский государственный горный университет»; Махутову Николаю Андреевичу, члену-корреспонденту Российской академии наук, главному научному сотруднику учреждения Российской академии наук Институт машиноведения им. А. А. Благонравова РАН; Саакову Эдуарду Сааковичу, доктору технических наук, генеральному директору открытого акционерного общества по наладке, совершенствованию эксплуатации и организации управления атомных станций «Атомтехэнерго» | за обеспечение безопасности и надежности оборудования электростанций на основе создания комплекса современных методов оперативной диагностики и восстановительных технологий |
| 2.    | Мещанову Геннадию Ивановичу, кандидату технических наук, генеральному директору открытого акционерного общества «Всероссийский научно-исследовательский, проектно-конструкторский и технологический институт кабельной промышленности», руководителю работы, Каменскому Михаилу Кузьмичу, кандидату технических наук, заместителю заведующего отделением, Пешкову Изяславу Борисовичу, доктору технических наук, профессору, главному научному сотруднику, — работникам того же акционерного общества; Васильеву Евгению Борисовичу, кандидату экономических наук, генеральному директору закрытого акционерного общества «Торговый Дом ВНИИКП»; Громову Николаю Ивановичу, кандидату экономических наук, генеральному директору открытого акционерного общества "Народное предприятие «ПОДОЛЬСККАБЕЛЬ»; Домничу Игорю Константиновичу, директору по инновациям общества с ограниченной ответственностью фирмы «ПРОМИНВЕСТ ХАРЬКОВ»; Ершову Александру Владимировичу, кандидату технических наук, главному инженеру — первому заместителю начальника государственного унитарного предприятия города Москвы «Московский ордена Ленина и ордена Трудового Красного Знамени метрополитен имени В. И. Ленина»; Куклину Валентину Захаровичу, заместителю главного инженера открытого акционерного общества «Атомэнергопроект»; Налетовой Любови Ефимовне, начальнику бюро открытого акционерного общества «Иркутсккабель»; Смелкову Герману Ивановичу, доктору технических наук, профессору, главному научному сотруднику федерального государственного учреждения «Всероссийский ордена „Знак Почета“ научно-исследовательский институт противопожарной обороны» Министерства Российской Федерации по делам гражданской обороны, чрезвычайным ситуациям и ликвидации последствий стихийных бедствий | за создание серии огнестойких, не распространяющих горение электрических кабелей с повышенными показателями надежности и пожарной безопасности, разработку технологии изготовления и организацию их промышленного производства |
| 3.    | Березинцу Павлу Андреевичу, кандидату технических наук, заведующему лабораторией открытого акционерного общества «Всероссийский дважды ордена Трудового Красного Знамени Теплотехнический научно-исследовательский институт», руководителю работы, Ольховскому Гургену Гургеновичу, члену-корреспонденту Российской академии наук, профессору, президенту, Радину Юрию Анатольевичу, кандидату технических наук, заведующему лабораторией, — работникам того же акционерного общества; Гриненко Владимиру Михайловичу, заместителю генерального директора — главному инженеру открытого акционерного общества «Теплоэнергетическая компания Мосэнерго»; Долинину Игорю Васильевичу, кандидату технических наук, директору теплоэлектроцентрали № 27 — филиала открытого акционерного общества энергетики и электрификации «Мосэнерго»; Кондратьеву Валерию Николаевичу, техническому директору филиала открытого акционерного общества «Силовые машины — ЗТЛ, ЛМЗ, Электросила, Энергомашэкспорт» «Ленинградский Металлический завод» в Санкт-Петербурге; Копсову Анатолию Яковлевичу, доктору технических наук, профессору, председателю совета директоров открытого акционерного общества «Инженерный центр ЕЭС»; Костюку Ростиславу Ивановичу, кандидату технических наук, профессору, генеральному директору открытого акционерного общества «Юго-Западная ТЭЦ»; Петрову Юрию Викторовичу, генеральному директору открытого акционерного общества «Подольский машиностроительный завод» | за разработку и освоение парогазовых установок мощностью 450 МВт |
| 4.    | Полуничеву Виталию Ивановичу, доктору технических наук, профессору, главному специалисту открытого акционерного общества «Опытное Конструкторское Бюро Машиностроения имени И. И. Африкантова», руководителю работы, Панову Владимиру Александровичу, доктору технических наук, заместителю начальника подразделения, Яковлеву Олегу Арсеньевичу, ведущему инженеру-конструктору, — работникам того же акционерного общества; Ветрову Виктору Макаровичу, ведущему специалисту открытого акционерного общества «Специальное Конструкторское Бюро Котлостроения»; Кашке Мустафе Мамединовичу, первому заместителю генерального директора — главному инженеру федерального государственного унитарного предприятия атомного флота, Мантуле Николаю Владимировичу, заместителю главного инженера — начальнику управления того же предприятия; Красикову Евгению Алексеевичу, доктору технических наук, начальнику лаборатории Института реакторных материалов и технологий федерального государственного бюджетного учреждения "Национальный исследовательский центр «Курчатовский институт»; Макееву Анатолию Николаевичу, генеральному директору — главному конструктору открытого акционерного общества "Центральное конструкторское бюро «Айсберг», Фрейману Рувиму Юдовичу, заместителю главного конструктора проектов атомных ледоколов того же акционерного общества; Петрову Владимиру Анатольевичу, кандидату технических наук, начальнику лаборатории федерального государственного унитарного предприятия "Центральный научно-исследовательский институт конструкционных материалов «Прометей» | за создание научно-технической базы и внедрение комплекса технологий увеличения срока эксплуатации и повышения безопасности атомных ледоколов с водо-водяными реакторами |
| 5.    | Шаркову Борису Юрьевичу, члену-корреспонденту Российской академии наук, заместителю директора федерального государственного унитарного предприятия «Государственный научный центр Российской Федерации — Институт Теоретической и Экспериментальной Физики», руководителю работы, Алексееву Николаю Николаевичу, доктору физико-математических наук, начальнику Ускорительного центра, Заводову Виталию Петровичу, начальнику лаборатории, Сатову Юрию Алексеевичу, доктору физико-математических наук, ведущему научному сотруднику, Шумшурову Александру Викторовичу, кандидату физико-математических наук, начальнику установки, Щеголеву Владимиру Александровичу, ведущему инженеру, — работникам того же предприятия; Коваленко Александру Дмитриевичу, доктору физико-математических наук, заместителю директора Лаборатории физики высоких энергий имени В. И. Векслера и А. М. Балдина Объединённого института ядерных исследований, Трубникову Григорию Владимировичу, кандидату физико-математических наук, доценту, заместителю директора той же Лаборатории, Ходжибагияну Гамлету Георгиевичу, кандидату технических наук, главному инженеру установки Нуклотрон, Сисакяну Алексею Норайровичу, академику, директору, — работникам того же Института | за создание нового поколения ускорителей тяжелых ионов для релятивистской ядерной физики и инновационных ядерно-энергетических технологий |
| 6.    | Сенаторову Михаилу Юрьевичу, доктору технических наук, заместителю председателя Центрального банка Российской Федерации (Банк России), руководителю работы, Козлову Александру Николаевичу, кандидату технических наук, заместителю начальника Главного управления Банка России по г. Санкт-Петербургу, Кудряшову Александру Андреевичу, заместителю начальника Главного управления Банка России по Нижегородской области — начальнику управления «Коллективный центр обработки информации — 1», Курило Андрею Петровичу, кандидату технических наук, доценту, заместителю начальника Главного управления безопасности и защиты информации, Михайлову Сергею Федоровичу, кандидату технических наук, заместителю директора Департамента информационных систем, Нагибину Сергею Яковлевичу, доктору технических наук, директору того же Департамента, — работникам того же Банка; Беленкову Виктору Геннадьевичу, кандидату технических наук, ведущему научному сотруднику учреждения Российской академии наук Институт проблем информатики РАН, Будзко Владимиру Игоревичу, доктору технических наук, заместителю директора, Быстрову Игорю Ивановичу, доктору технических наук, заведующему отделом, — работникам того же учреждения; Шмиду Александру Викторовичу, доктору технических наук, профессору, председателю правления закрытого акционерного общества «ЕС — лизинг» | за создание катастрофоустойчивой территориально-распределенной системы централизованной обработки информации Банка России |
| 7.    | Барковскому Владимиру Ивановичу, кандидату технических наук, заместителю генерального директора открытого акционерного общества «Научно-исследовательский проектно-конструкторский и технологический институт стартерных аккумуляторов», руководителю работы, Панкратову Владимиру Васильевичу, кандидату технических наук, бывшему генеральному директору, Полежаевой Нине Сергеевне, исполняющей обязанности заведующего проектно-конструкторским отделом, Смирнову Виктору Алексеевичу, заведующему отделом, Ягнятинскому Владимиру Матвеевичу, кандидату технических наук, генеральному директору, — работникам того же акционерного общества; Брянде Олегу Евгеньевичу, кандидату технических наук, временно исполняющему должность начальника федерального государственного учреждения «22 Центральный научно-исследовательский испытательный институт Министерства обороны Российской Федерации», Суслову Виталию Михайловичу, кандидату технических наук, доценту, ведущему научному сотруднику того же учреждения; Дубыниной Любови Вячеславовне, кандидату технических наук, старшему научному сотруднику Межотраслевого учебно-научного центра утилизации химических источников тока федерального государственного образовательного учреждения высшего профессионального образования "Национальный исследовательский технологический университет «МИСиС», Тарасову Вадиму Петровичу, доктору технических наук, профессору кафедры того же учреждения; Короткову Сергею Евгеньевичу, советнику Департамента Правительства Российской Федерации по обеспечению деятельности Военно-промышленной комиссии при Правительстве Российской Федерации | за разработку конструкции, организацию промышленного производства на базе прогрессивных ресурсосберегающих технологий и внедрение в гражданскую и военную технику нового поколения свинцово-кислотных батарей |
| 8.    | Сударкину Александру Яковлевичу, техническому директору закрытого акционерного общества «Псковэлектросвар», руководителю работы, Дробжеву Сергею Михайловичу, председателю совета директоров, Журавлеву Сергею Ивановичу, генеральному директору, Иванову Леониду Ивановичу, заместителю генерального директора, Кризскому Вячеславу Михайловичу, главному конструктору проекта, Семенову Игорю Леонидовичу, заместителю технического директора, — работникам того же акционерного общества; Гудкову Александру Владимировичу, заведующему отделением «Сварка» открытого акционерного общества «Научно-исследовательский институт железнодорожного транспорта», Николину Аркадию Игорьевичу, кандидату технических наук, заведующему лабораторией того же акционерного общества; Калашникову Евгению Анатольевичу, кандидату технических наук, генеральному директору общества с ограниченной ответственностью «Научно-Техническая Компания»; Федюку Борису Анатольевичу, президенту закрытого акционерного общества «ИАФ Технология металлов» | за создание и освоение промышленного производства конкурентоспособных рельсосварочных технологических комплексов для бесстыкового пути железнодорожного транспорта |
| 9.    | Кутовому Владимиру Ивановичу, кандидату технических наук, заместителю генерального директора открытого акционерного общества «Академия коммунального хозяйства имени К. Д. Памфилова», руководителю работы, Бузетти Данте Карловичу, кандидату технических наук, доценту, ученому секретарю, Громову Василию Ивановичу, доктору технических наук, профессору, заместителю генерального директора, — работникам того же акционерного общества; Барсукову Владимиру Федоровичу, директору филиала государственного унитарного предприятия города Москвы «Мосгортранс» Московский троллейбусный завод «МТрЗ»; Берлину Павлу Аркадьевичу, кандидату экономических наук, генеральному директору закрытого акционерного общества «Тролза», Ключареву Сергею Анатольевичу, техническому директору того же акционерного общества; Крайзману Александру Натановичу, генеральному директору закрытого акционерного общества «Канопус»; Чернигову Владиславу Михайловичу, кандидату технических наук, директору общества с ограниченной ответственностью «Чергос»; Шарипову Виталию Николаевичу, заместителю генерального директора открытого акционерного общества «Щербинский лифтостроительный завод»; Юзбашьянцу Георгию Романовичу, доктору экономических наук, первому заместителю генерального директора открытого акционерного общества «Московский комитет по науке и технологиям» | за создание троллейбусов нового типа для общественных перевозок всех категорий населения, разработку наукоемких отечественных комплектующих и освоение промышленного производства продукции |
| 10.   | Фомину Василию Михайловичу, академику, директору учреждения Российской академии наук Институт теоретической и прикладной механики имени С. А. Христиановича Сибирского отделения РАН, руководителю работы, Алхимову Анатолию Павловичу, доктору технических наук, профессору, главному научному сотруднику, Клинкову Сергею Владимировичу, кандидату физико-математических наук, старшему научному сотруднику, Косареву Владимиру Федоровичу, доктору физико-математических наук, заведующему лабораторией, Папырину Анатолию Никифоровичу, доктору физико-математических наук, профессору, бывшему заведующему лабораторией, — работникам того же учреждения; Воронецкому Андрею Владимировичу, доктору технических наук, профессору, заведующему отделом Научно-исследовательского института энергетического машиностроения государственного образовательного учреждения высшего профессионального образования «Московский государственный технический университет имени Н. Э. Баумана»; Каширину Александру Ивановичу, кандидату физико-математических наук, заместителю директора общества с ограниченной ответственностью «Обнинский центр порошкового напыления», Клюеву Олегу Федоровичу, кандидату физико-математических наук, директору того же общества; Михатулину Дмитрию Сергеевичу, доктору технических наук, профессору, главному научному сотруднику учреждения Российской академии наук Объединённый институт высоких температур РАН, Полежаеву Юрию Васильевичу, члену-корреспонденту Российской академии наук, директору отделения того же учреждения | за создание обобщенной теории взаимодействия высокоскоростных гетерогенных потоков с преградой, разработку технологий и оборудования для газодинамического напыления металлов, широкомасштабно используемых в мировой практике |
| 11.   | Колесникову Игорю Викторовичу, кандидату технических наук, техническому директору — директору департамента общества с ограниченной ответственностью «Волгоградский завод буровой техники», руководителю работы, Антонову Игорю Владимировичу, заместителю главного конструктора особого конструкторского бюро, Зацаринному Николаю Михайловичу, генеральному директору, Исмагамбетову Александру Рамазановичу, первому заместителю начальника управления, Кочикину Юрию Ивановичу, заместителю начальника технологической службы общества по подготовке производства, Милованову Владимиру Ильичу, начальнику конструкторского бюро, Недельскому Олегу Сергеевичу, бывшему генеральному директору, Осмакову Геннадию Федоровичу, заместителю технического директора — начальнику технологической службы общества, — работникам того же общества; Гноевых Александру Николаевичу, доктору технических наук, начальнику управления открытого акционерного общества «Газпром»; Чайковскому Геннадию Петровичу, кандидату технических наук, доценту, техническому директору открытого акционерного общества Научно-производственное объединение «Буровая техника» | за создание и промышленное внедрение импортозамещающего противовыбросового оборудования для обеспечения экологически безопасного бурения нефтяных и газовых скважин |
| 12.   | Миллеру Алексею Борисовичу, кандидату экономических наук, председателю правления, заместителю председателя совета директоров открытого акционерного общества «Газпром», руководителю работы, Лобановой Татьяне Петровне, кандидату экономических наук, заместителю начальника департамента — начальнику управления, Русаковой Владе Вилориковне, члену правления, начальнику департамента, Гайдту Давиду Давидовичу, генеральному директору общества с ограниченной ответственностью «Газпром трансгаз Екатеринбург», Созонову Петру Михайловичу, главному инженеру — первому заместителю генерального директора того же общества с ограниченной ответственностью, — работникам того же акционерного общества; Величко Александру Алексеевичу, директору по качеству закрытого акционерного общества «Ижорский трубный завод» открытого акционерного общества «Северсталь», Скорохватову Николаю Борисовичу, генеральному директору того же закрытого акционерного общества, Луценко Андрею Николаевичу, кандидату технических наук, техническому директору — главному инженеру Череповецкого металлургического комбината, — работникам того же открытого акционерного общества; Хлусовой Елене Игоревне, доктору технических наук, доценту, первому заместителю начальника научно-производственного комплекса № 3, начальнику лаборатории федерального государственного унитарного предприятия "Центральный научно-исследовательский институт конструкционных материалов «Прометей»; Кручинину Анатолию Николаевичу (посмертно) | за разработку технологии производства высокопрочных труб нового поколения для стратегических газотранспортных проектов |
| 13.   | Кретову Сергею Ивановичу, кандидату технических наук, управляющему директору общества с ограниченной ответственностью Управляющая компания «МЕТАЛЛОИНВЕСТ», руководителю работы; Губину Сергею Львовичу, кандидату технических наук, главному обогатителю открытого акционерного общества «Михайловский ГОК», Козубу Александру Васильевичу, заместителю главного инженера — начальнику технического отдела, Кузнецову Николаю Федоровичу, главному геологу, Потапову Сергею Александровичу, кандидату технических наук, профессору, начальнику центральной технологической лаборатории, Рудскому Юрию Михайловичу, главному инженеру, Цукерману Александру Иосифовичу, главному горняку, — работникам того же акционерного общества; Варичеву Андрею Владимировичу, кандидату экономических наук, генеральному директору открытого акционерного общества "Холдинговая компания «МЕТАЛЛОИНВЕСТ»; Викторову Сергею Дмитриевичу, доктору технических наук, профессору, заместителю директора по научной работе учреждения Российской академии наук Институт проблем комплексного освоения недр РАН; Кузину Виктору Федоровичу, доктору технических наук, профессору, академику-секретарю секции «Геология, добыча и переработка полезных ископаемых» Общероссийской общественной организации «Российская инженерная академия» | за разработку и реализацию высокотехнологичного крупномасштабного производства железорудной продукции в Российской Федерации |
| 14.   | Гальперину Анатолию Моисеевичу, доктору технических наук, профессору, заведующему кафедрой геологии государственного образовательного учреждения высшего профессионального образования «Московский государственный горный университет», руководителю работы, Зую Вадиму Никитовичу, ведущему инженеру кафедры геологии, Кириченко Юрию Васильевичу, доктору технических наук, профессору кафедры геологии, — работникам того же учреждения; Жарикову Вениамину Петровичу, кандидату технических наук, начальнику департамента открытого акционерного общества "Угольная компания «Кузбассразрезуголь», Парамонову Сергею Викторовичу, заместителю директора — техническому директору того же акционерного общества; Киянцу Александру Васильевичу, кандидату технических наук, заместителю директора по научной работе, заведующему лабораторией федерального государственного унитарного предприятия «[[Всероссийский научно-исследовательский институт по осушению месторождений полезных ископаемых, защите инженерных сооружений от обводнения, специальным горным работам, геомеханике, геофизике, гидротехнике, геологии и маркшейдерскому делу]]»; Круподерову Владимиру Степановичу, доктору геолого-минералогических наук, профессору, директору федерального государственного унитарного предприятия «Всероссийский научно-исследовательский институт гидрогеологии и инженерной геологии»; Крючкову Александру Викторовичу, главному инженеру — заместителю генерального директора открытого акционерного общества «Стойленский горно-обогатительный комбинат», Семенову Василию Васильевичу, кандидату технических наук, заместителю главного инженера — начальнику технического отдела того же акционерного общества; Кутепову Юрию Ивановичу, доктору технических наук, профессору, заведующему лабораторией Научного центра геомеханики и проблем горного производства государственного образовательного учреждения высшего профессионального образования «Санкт-Петербургский государственный горный институт имени Г. В. Плеханова (технический университет)» | за разработку и внедрение технических средств и способов крупномасштабного освоения отвальных насыпей, гидроотвалов и хвостохранилищ на горных предприятиях |
| 15.   | Ушакову Игорю Борисовичу, члену-корреспонденту Российской академии наук, академику Российской академии медицинских наук, директору учреждения Российской академии наук Государственный научный центр Российской Федерации — Институт медико-биологических проблем РАН, руководителю работы, Новиковой Наталии Дмитриевне, доктору биологических наук, заведующей лабораторией, Поликарпову Николаю Александровичу, кандидату биологических наук, ведущему научному сотруднику, — работникам того же учреждения; Гольдштейну Якову Абраммеровичу, генеральному директору общества с ограниченной ответственностью "Научно-Производственное Предприятие «Мелитта»; Камрукову Александру Семеновичу, кандидату технических наук, доценту кафедры государственного образовательного учреждения высшего профессионального образования «Московский государственный технический университет имени Н. Э. Баумана», Шашковскому Сергею Геннадьевичу, кандидату технических наук, заведующему сектором отдела Научно-исследовательского института энергетического машиностроения того же учреждения; Рогожникову Вячеславу Александровичу, доктору медицинских наук, профессору, заместителю руководителя Федерального медико-биологического агентства; Шандале Михаилу Георгиевичу, академику Российской академии медицинских наук, директору федерального государственного учреждения науки «Научно-исследовательский институт дезинфектологии» Федеральной службы по надзору в сфере защиты прав потребителей и благополучия человека, Юзбашеву Виктору Григорьевичу, кандидату медицинских наук, ведущему научному сотруднику того же учреждения | за разработку и внедрение импульсных плазменно-оптических технологий и установок в космическую медицину и практическое здравоохранение |
| 16.   | Баранову Александру Александровичу, академику Российской академии медицинских наук, профессору, директору учреждения Российской академии медицинских наук Научный центр здоровья детей РАМН, Альбицкому Валерию Юрьевичу, доктору медицинских наук, профессору, заведующему отделом социальной педиатрии того же учреждения; Байбариной Елене Николаевне, доктору медицинских наук, профессору, заместителю директора по научной работе федерального государственного учреждения «Научный центр акушерства, гинекологии и перинатологии имени академика В. И. Кулакова» Министерства здравоохранения и социального развития Российской Федерации; Ваганову Николаю Николаевичу, доктору медицинских наук, профессору, главному врачу Государственного учреждения Российская детская клиническая больница Федерального агентства по здравоохранению и социальному развитию; Любименко Вячеславу Андреевичу, кандидату медицинских наук, доценту, заместителю главного врача по реанимации и анестезиологии Санкт-Петербургского государственного учреждения здравоохранения «Детская городская больница № 1»; Симаходскому Анатолию Семеновичу, доктору медицинских наук, профессору, начальнику отдела Комитета по здравоохранению правительства Санкт-Петербурга, Щербуку Юрию Александровичу, доктору медицинских наук, профессору, председателю того же комитета; Шабалову Николаю Павловичу, доктору медицинских наук, профессору, заведующему кафедрой и клиникой детских болезней федерального государственного образовательного учреждения высшего профессионального образования «Военно-медицинская академия имени С. М. Кирова» Министерства обороны Российской Федерации; Эрману Льву Владимировичу, доктору медицинских наук, профессору, заведующему кафедрой государственного образовательного учреждения высшего профессионального образования «[[Санкт-Петербургская государственная педиатрическая медицинская академия Федерального агентства по здравоохранению и социальному развитию]]» | за научное обоснование, разработку и внедрение системы мероприятий по снижению младенческой смертности в Российской Федерации |
| 17.   | Савельевой Галине Михайловне, доктору медицинских наук, профессору, заведующей кафедрой государственного образовательного учреждения высшего профессионального образования «Российский государственный медицинский университет Федерального агентства по здравоохранению и социальному развитию», руководителю работы, Боброву Борису Юрьевичу, кандидату медицинских наук, ведущему научному сотруднику отдела Научно-исследовательского института Клинической хирургии, Капранову Сергею Анатольевичу, доктору медицинских наук, профессору, заведующему отделом того же Института, Бреусенко Валентине Григорьевне, Курцеру Марку Аркадьевичу, докторам медицинских наук, профессорам, Доброхотовой Юлии Эдуардовне, доктору медицинских наук, профессору, заведующей кафедрой, Красновой Ирине Алексеевне, кандидату медицинских наук, доценту, — работникам того же учреждения; Кокову Леониду Сергеевичу, члену-корреспонденту Российской академии медицинских наук, профессору, руководителю отделения федерального государственного учреждения «Институт хирургии имени А. В. Вишневского Федерального агентства по высокотехнологичной медицинской помощи»; Тетелютиной Фаине Константиновне, доктору медицинских наук, профессору, заведующей кафедрой государственного образовательного учреждения высшего профессионального образования «Ижевская государственная медицинская академия Федерального агентства по здравоохранению и социальному развитию»; Тихомирову Александру Леонидовичу, доктору медицинских наук, профессору кафедры государственного образовательного учреждения высшего профессионального образования «Московский государственный медико-стоматологический университет Федерального агентства по здравоохранению и социальному развитию» | за разработку и внедрение методов эндоваскулярной хирургии для сохранения и восстановления репродуктивного здоровья женщин |
| 18.   | Морозу Виктору Васильевичу, члену-корреспонденту Российской академии медицинских наук, профессору, директору учреждения Российской академии медицинских наук Научно-исследовательский институт общей реаниматологии имени В. А. Неговского РАМН, руководителю работы, Голубеву Аркадию Михайловичу, доктору медицинских наук, профессору, руководителю лаборатории, заместителю директора по научной работе, Рябову Геннадию Алексеевичу, академику Российской академии медицинских наук, профессору, главному научному сотруднику, Чурляеву Юрию Алексеевичу, доктору медицинских наук, профессору, директору филиала в г. Новокузнецке, — работникам того же учреждения; Авдееву Сергею Николаевичу, доктору медицинских наук, профессору, заведующему клиническим отделом, заместителю директора по науке федерального государственного учреждения «Научно-исследовательский институт пульмонологии» Федерального медико-биологического агентства, Чучалину Александру Григорьевичу, академику Российской академии медицинских наук, профессору, директору того же учреждения; Алексееву Владимиру Григорьевичу, доктору медицинских наук, профессору, заместителю главного врача по терапии государственного бюджетного учреждения здравоохранения города Москвы Городская клиническая больница имени С. П. Боткина Департамента здравоохранения города Москвы, Власенко Алексею Викторовичу, кандидату медицинских наук, заведующему отделением, Яковлеву Владимиру Николаевичу, доктору медицинских наук, профессору, главному врачу, — работникам того же учреждения; Ливанову Георгию Александровичу, доктору медицинских наук, профессору, главному научному сотруднику государственного учреждения «Санкт-Петербургский научно-исследовательский институт скорой помощи имени И. И. Джанелидзе» | за повышение эффективности диагностики и лечения острого респираторного дистресс-синдрома (ОРДС) на основе разработки и внедрения новейших медицинских технологий |
| 19.   | Хритинину Дмитрию Федоровичу, члену-корреспонденту Российской академии медицинских наук, профессору кафедры государственного образовательного учреждения высшего профессионального образования Первый Московский государственный медицинский университет имени И. М. Сеченова Министерства здравоохранения и социального развития Российской Федерации, руководителю работы; Цыганкову Борису Дмитриевичу, доктору медицинских наук, профессору, заведующему кафедрой государственного образовательного учреждения высшего профессионального образования «Московский государственный медико-стоматологический университет Федерального агентства по здравоохранению и социальному развитию», Шамову Сергею Александровичу, доктору медицинских наук, профессору, заведующему учебной частью кафедры того же учреждения; Дмитруку Анатолию Ивановичу, доктору медицинских наук, профессору, руководителю лаборатории «Медтехника» общества с ограниченной ответственностью "Научно-производственный комплекс «ОПТИМА»; Довгуше Виталию Васильевичу, доктору медицинских наук, профессору, директору федерального государственного унитарного предприятия научно-исследовательский институт промышленной и морской медицины Федерального медико-биологического агентства; Малинину Николаю Николаевичу, доктору технических наук, президенту закрытого акционерного общества "Специализированный научно-производственный центр «Пожоборонпром»; Орлову Александру Николаевичу, начальнику отдела открытого акционерного общества «Ордена Ленина Научно-исследовательский и конструкторский институт энерготехники имени Н. А. Доллежаля», Сметанникову Владимиру Петровичу, доктору технических наук, главному конструктору того же акционерного общества; Софронову Александру Генриховичу, доктору медицинских наук, профессору, заведующему кафедрой государственного образовательного учреждения дополнительного профессионального образования «Санкт-Петербургская медицинская академия последипломного образования Федерального агентства по здравоохранению и социальному развитию»; Рыхлецкому Павлу Зиновьевичу, кандидату медицинских наук, заведующему отделением филиала государственного учреждения здравоохранения города Москвы «Наркологическая клиническая больница № 17 Департамента здравоохранения города Москвы» | за разработку и внедрение ксенонотерапии опийной и алкогольной зависимости на основе отечественных технологий и оборудования |
| 20.   | Головину Владимиру Анатольевичу, доктору технических наук, президенту общества с ограниченной ответственностью «Научно-производственное объединение РОКОР», Зорину Евгению Евгеньевичу, доктору технических наук, профессору, заведующему сектором, Ильину Александру Борисовичу, кандидату технических наук, техническому директору, — работникам того же общества; Давиденко Николаю Никифоровичу, доктору технических наук, профессору, заместителю директора — директору департамента открытого акционерного общества «Концерн по производству электрической и тепловой энергии на атомных станциях», Соломееву Владимиру Александровичу, главному технологу департамента того же акционерного общества; Цивадзе Аслану Юсуповичу, академику, директору учреждения Российской академии наук Институт физической химии и электрохимии имени А. Н. Фрумкина РАН, Щелкову Вячеславу Анатольевичу, кандидату технических наук, старшему научному сотруднику лаборатории того же учреждения; Черненко Владлену Ивановичу, техническому директору открытого акционерного общества «Монтажхимзащита» | за разработку и внедрение нового поколения композиционных полимерных противокоррозионных покрытий для защиты в промышленности |
| 21.   | Стороженко Павлу Аркадьевичу, члену-корреспонденту Российской академии наук, генеральному директору федерального государственного унитарного предприятия «[[Государственный ордена Трудового Красного Знамени научно-исследовательский институт химии и технологии элементоорганических соединений]]», руководителю работы; Григорьеву Евгению Борисовичу, доктору технических наук, ведущему научному сотруднику федерального государственного унитарного предприятия «Всероссийский научно-исследовательский центр стандартизации, информации и сертификации сырья, материалов и веществ», Макаровой Анне Сергеевне, кандидату технических наук, начальнику отдела, Скобелеву Дмитрию Олеговичу, исполняющему обязанности директора, — работникам того же предприятия; Большаковой Ирине Станиславовне, заместителю начальника отдела Министерства промышленности и торговли Российской Федерации, Цыбу Сергею Анатольевичу, кандидату экономических наук, директору департамента того же Министерства; Квитке Ивану Ивановичу, кандидату философских наук, доценту, депутату Государственной Думы Федерального Собрания Российской Федерации, заместителю председателя Комитета Государственной Думы по промышленности; Конову Дмитрию Владимировичу, президенту общества с ограниченной ответственностью «СИБУР»; Кукушкину Игорю Григорьевичу, кандидату экономических наук, исполнительному директору некоммерческой организации «Российский Союз предприятий и организаций химического комплекса»; Перепелкину Игорю Борисовичу, кандидату технических наук, заместителю начальника научно-организационного управления Российской академии наук | за разработку и внедрение научных основ для создания национальной системы безопасного обращения химической продукции |
| 22.   | Райкову Юрию Николаевичу, доктору экономических наук, профессору, генеральному директору Ордена Трудового Красного Знамени открытого акционерного общества «Научно-исследовательский, проектный и конструкторский институт сплавов и обработки цветных металлов», руководителю работы, Авдюшкину Олегу Александровичу, кандидату технических наук, заведующему лабораторией, Ашихмину Герману Викторовичу, доктору технических наук, профессору, заместителю генерального директора, Николаеву Александру Константиновичу, доктору технических наук, заведующему лабораторией, — работникам того же акционерного общества; Долгому Леониду Владимировичу, главному технологу общества с ограниченной ответственностью «Оренбургский радиатор»; Котлову Ивану Степановичу, начальнику участка управления по организации логистики открытого акционерного общества «Кировский завод по обработке цветных металлов», Лужбину Александру Сергеевичу, заместителю главного инженера — начальнику технического отдела, Новоселову Леониду Николаевичу, заместителю начальника прокатно-прессового цеха, Широкову Андрею Дмитриевичу, вальцовщику прокатно-прессового цеха, — работникам того же акционерного общества; Старикову Владимиру Анатольевичу, техническому директору открытого акционерного общества «Шадринский автоагрегатный завод» | за создание и освоение технологии промышленного производства прецизионного медно-латунного проката для новых конструкций теплообменных агрегатов в автомобиле- и тракторостроении |
| 23.   | Каблову Евгению Николаевичу, академику, генеральному директору федерального государственного унитарного предприятия «Всероссийский научно-исследовательский институт авиационных материалов», руководителю работы, Герасимову Виктору Владимировичу, кандидату технических наук, начальнику сектора, Ломбергу Борису Самуиловичу, доктору технических наук, доценту, главному научному сотруднику, Моисееву Николаю Валентиновичу, старшему научному сотруднику, Оспенниковой Ольге Геннадиевне, кандидату технических наук, заместителю генерального директора, Розененковой Валентине Алексеевне, кандидату технических наук, доценту, начальнику сектора, Шилкову Юрию Борисовичу, заместителю начальника цеха, — работникам того же предприятия; Богуслаеву Вячеславу Александровичу, доктору технических наук, профессору, председателю совета директоров открытого акционерного общества «МОТОР СИЧ»; Костогрызу Валентину Григорьевичу, кандидату технических наук, председателю совета директоров — генеральному директору открытого акционерного общества «Омское Моторостроительное конструкторское бюро»; Лейковскому Юрию Александровичу, кандидату технических наук, генеральному директору открытого акционерного общества «Калужский двигатель» | за создание и широкое внедрение инновационной технологии изотермической штамповки на воздухе в режиме сверхпластичности дисков из супержаропрочных сплавов для перспективных газотурбинных двигателей и энергетических установок, обеспечивающей повышение производительности, энергоэффективности и снижение материалоемкости производства |
| 24.   | Иванову Владимиру Леонтьевичу, доктору военных наук, профессору, заместителю генерального директора федерального государственного унитарного предприятия «Государственный космический научно-производственный центр имени М. В. Хруничева», руководителю работы, Бахвалову Юрию Олеговичу, доктору технических наук, первому заместителю генерального конструктора, Кузину Анатолию Ивановичу, доктору технических наук, профессору, заместителю генерального директора, Мельянкову Николаю Алексеевичу, главному конструктору ракетно-космического комплекса «Рокот», Михайлову Валентину Викторовичу, заместителю директора Завода по эксплуатации ракетно-космической техники, Островерху Александру Ильичу, доктору технических наук, заместителю генерального директора, — работникам того же предприятия; Иванову Александру Николаевичу, кандидату военных наук, бывшему начальнику вооружения — заместителю командующего Космическими войсками по вооружению Министерства обороны Российской Федерации; Моцаку Юрию Михайловичу, начальнику отдела филиала федерального государственного унитарного предприятия «Центр эксплуатации объектов наземной космической инфраструктуры» — «Конструкторское бюро транспортного машиностроения»; Постилу Анатолию Андреевичу, заместителю начальника управления Федерального космического агентства; Шевкунову Александру Ивановичу, заместителю начальника 1 Государственного испытательного космодрома Министерства обороны Российской Федерации | за создание ракетно-космического комплекса «Рокот» на базе межконтинентальной баллистической ракеты РС-18 для запуска космических аппаратов |
| 25.   | Николаеву Сергею Дмитриевичу, доктору технических наук, профессору, ректору, заведующему кафедрой государственного образовательного учреждения высшего профессионального образования «Московский государственный текстильный университет имени А. Н. Косыгина», руководителю работы, Горчаковой Валентине Михайловне, кандидату химических наук, профессору, заведующей кафедрой, Лапшенковой Вере Сергеевне, начальнику управления научно-исследовательских работ, Разумееву Константину Эдуардовичу, доктору технических наук, профессору, проректору по учебной работе, заведующему кафедрой, Сумаруковой Раисе Ильиничне, кандидату технических наук, доценту кафедры, — работникам того же учреждения; Конюховой Светлане Васильевне, кандидату технических наук, заведующей лабораторией открытого акционерного общества «Научно-исследовательский институт нетканых материалов»; Панину Ивану Николаевичу, доктору технических наук, профессору, начальнику управления государственного образовательного учреждения высшего профессионального образования «Ульяновский государственный технический университет», Цимбалюку Евгению Петровичу, кандидату технических наук, доценту кафедры Димитровградского института технологии, управления и дизайна (филиала) того же учреждения; Снежкову Сергею Викторовичу, генеральному директору открытого акционерного общества коврово-суконная фирма «Ковротекс»; Филатову Юрию Николаевичу, доктору химических наук, заместителю генерального директора по научной работе федерального государственного унитарного предприятия «Ордена Трудового Красного Знамени научно-исследовательский физико-химический институт имени Л. Я. Карпова» | за разработку научных основ и ресурсосберегающих технологий создания новых высокоэффективных фильтров для очистки различных сред |
| 26.   | Ройтеру Якову Соломоновичу, доктору сельскохозяйственных наук, профессору, заместителю директора, руководителю селекционного центра государственного научного учреждения Всероссийский научно-исследовательский и технологический институт птицеводства Российской академии сельскохозяйственных наук, руководителю работы, Егоровой Анне Васильевне, доктору сельскохозяйственных наук, главному научному сотруднику того же центра того же учреждения; Андину Ивану Семеновичу, кандидату сельскохозяйственных наук, профессору, генеральному директору открытого акционерного общества "Агрофирма «Октябрьская»; Безусовой Антонине Петровне, кандидату сельскохозяйственных наук, старшему научному сотруднику, научному консультанту открытого акционерного общества племенной птицеводческий завод «Свердловский», Грачеву Алексею Константиновичу, генеральному директору того же акционерного общества; Емануйловой Жанне Владимировне, кандидату сельскохозяйственных наук, главному зоотехнику-селекционеру государственного унитарного предприятия племенной птицеводческий завод «Смена» Российской академии сельскохозяйственных наук; Кутушеву Ринату Рифхатовичу, директору государственного унитарного предприятия «Племптицезавод Благоварский» Республики Башкортостан; Слепухину Василию Васильевичу, доктору сельскохозяйственных наук, профессору, генеральному директору открытого акционерного общества "Племенной птицеводческий завод «Русь»; Топоркову Николаю Васильевичу, кандидату сельскохозяйственных наук, директору государственного унитарного предприятия Свердловской области "Птицефабрика «Рефтинская»; Шолю Виктору Готлибовичу, доктору сельскохозяйственных наук, директору государственного унитарного предприятия «Загорское экспериментальное племенное хозяйство ВНИТИП» Российской академии сельскохозяйственных наук | за создание пород, линий, кроссов сельскохозяйственной птицы и их рациональное использование при производстве птицеводческой продукции |
| 27.   | Розенбергу Геннадию Самуиловичу, члену-корреспонденту Российской академии наук, директору учреждения Российской академии наук Институт экологии Волжского бассейна РАН, руководителю работы, Евланову Игорю Анатольевичу, Зинченко Татьяне Дмитриевне, докторам биологических наук, профессорам, заведующим лабораториями, Шитикову Владимиру Кирилловичу, доктору биологических наук, старшему научному сотруднику, — работникам того же учреждения; Бухарину Олегу Валерьевичу, члену-корреспонденту Российской академии наук, академику Российской академии медицинских наук, директору учреждения Российской академии наук Институт клеточного и внутриклеточного симбиоза Уральского отделения РАН, Немцевой Наталии Вячеславовне, доктору медицинских наук, профессору, заведующей лабораторией того же учреждения; Гелашвили Давиду Бежановичу, доктору биологических наук, профессору, заведующему кафедрой государственного образовательного учреждения высшего профессионального образования «Нижегородский государственный университет имени Н. И. Лобачевского»; Дгебуадзе Юрию Юлиановичу, члену-корреспонденту Российской академии наук, заместителю директора по научной работе учреждения Российской академии наук Институт проблем экологии и эволюции имени А. Н. Северцова РАН, Павлову Дмитрию Сергеевичу, академику, директору того же учреждения; Захарову Владимиру Михайловичу, члену-корреспонденту Российской академии наук, профессору, заведующему лабораторией учреждения Российской академии наук Институт биологии развития имени Н. К. Кольцова РАН | за разработку научных основ и внедрение комплекса методов биомониторинга для устойчивого эколого-экономического развития территорий Волжского бассейна |
| 28.   | Матвиенко Валентине Ивановне, губернатору Санкт-Петербурга, руководителю работы; Тришкину Олегу Борисовичу, кандидату экономических наук, председателю Комитета по энергетике и инженерному обеспечению правительства Санкт-Петербурга; Боброву Александру Витальевичу, кандидату экономических наук, генеральному директору некоммерческого партнерства содействия развитию качества и безопасности выполнения строительных работ «Инжспецстрой»; Бузину Вячеславу Анатольевичу, первому заместителю генерального директора общества с ограниченной ответственностью «Петербургтеплоэнерго»; Густову Сергею Вадимовичу, кандидату технических наук, генеральному директору открытого акционерного общества «Газпромрегионгаз», Ломакину Андрею Михайловичу, первому заместителю генерального директора того же акционерного общества; Делюкину Алексею Семеновичу, кандидату технических наук, доценту, главе администрации Петроградского района г. Санкт-Петербурга; Денисову Геннадию Алексеевичу, доктору технических наук, генеральному директору закрытого акционерного общества «Научно-производственная фирма Стройпрогресс — Новый век»; Кичикову Святославу Владимировичу, заместителю генерального директора открытого акционерного общества «Межрегионтеплоэнерго»; Митюшову Алексею Александровичу, генеральному директору общества с ограниченной ответственностью «Газпром энерго» | за разработку и внедрение целевой комплексной инновационной программы по модернизации инженерных сетей, базирующейся на энергосберегающих технологиях (на примере Петроградского района г. Санкт-Петербурга) |
| 29.   | Дебабову Владимиру Георгиевичу, члену-корреспонденту Российской академии наук, академику Российской академии сельскохозяйственных наук, научному руководителю, заведующему лабораторией федерального государственного унитарного предприятия «Государственный научно-исследовательский институт генетики и селекции промышленных микроорганизмов», Яненко Александру Степановичу, доктору биологических наук, профессору, заместителю директора того же предприятия; Воронину Сергею Петровичу, кандидату химических наук, генеральному директору закрытого акционерного общества «Биомид», Синолицкому Максиму Константиновичу, заведующему лабораторией того же акционерного общества; Иежице Игорю Николаевичу, доктору биологических наук, доценту, старшему научному сотруднику государственного образовательного учреждения высшего профессионального образования «Волгоградский государственный медицинский университет» Министерства здравоохранения и социального развития Российской Федерации, Петрову Владимиру Ивановичу, академику Российской академии медицинских наук, профессору, ректору, Спасову Александру Алексеевичу, члену-корреспонденту Российской академии медицинских наук, профессору, заведующему кафедрой, — работникам того же учреждения; Клыгиной Ольге Юрьевне, генеральному директору открытого акционерного общества «Биосинтез», Полуниной Евгении Евгеньевне, кандидату технических наук, начальнику центральной лаборатории того же акционерного общества; Черницову Александру Ивановичу, президенту открытого акционерного общества Научно-производственное предприятие «Химмаш-Старт» | за разработку и промышленное освоение биокаталитической технологии производства L-аспарагиновой кислоты и инновационных лекарственных препаратов на основе её солей |
| 30.   | Попову Владимиру Олеговичу, доктору химических наук, профессору, директору, заведующему лабораторией учреждения Российской академии наук Институт биохимии имени А. Н. Баха РАН, руководителю работы, Бызовой Надежде Алексеевне, старшему научному сотруднику лаборатории, Дзантиеву Борису Борисовичу, Савицкому Александру Павловичу, докторам химических наук, профессорам, заместителям директора по научной работе, заведующим лабораториями, Жердеву Анатолию Виталиевичу, кандидату биологических наук, старшему научному сотруднику лаборатории, Савицкой Анне Владимировне, научному сотруднику лаборатории, Садыхову Эльчину Гусейнгулу оглы, кандидату химических наук, заместителю директора, — работникам того же учреждения; Жученко Людмиле Александровне, доктору медицинских наук, заведующей отделением государственного учреждения здравоохранения «Московский областной научно-исследовательский институт акушерства и гинекологии»; Ходуновой Анне Андреевне, начальнику отдела департамента Министерства здравоохранения и социального развития Российской Федерации; Байкову Александру Дмитриевичу (посмертно) | за создание и внедрение в отечественную практику биотехнологических методов анализа для решения социально значимых задач неонатального скрининга, контроля наркопотребления и безопасности продуктов питания |